# 옌산구

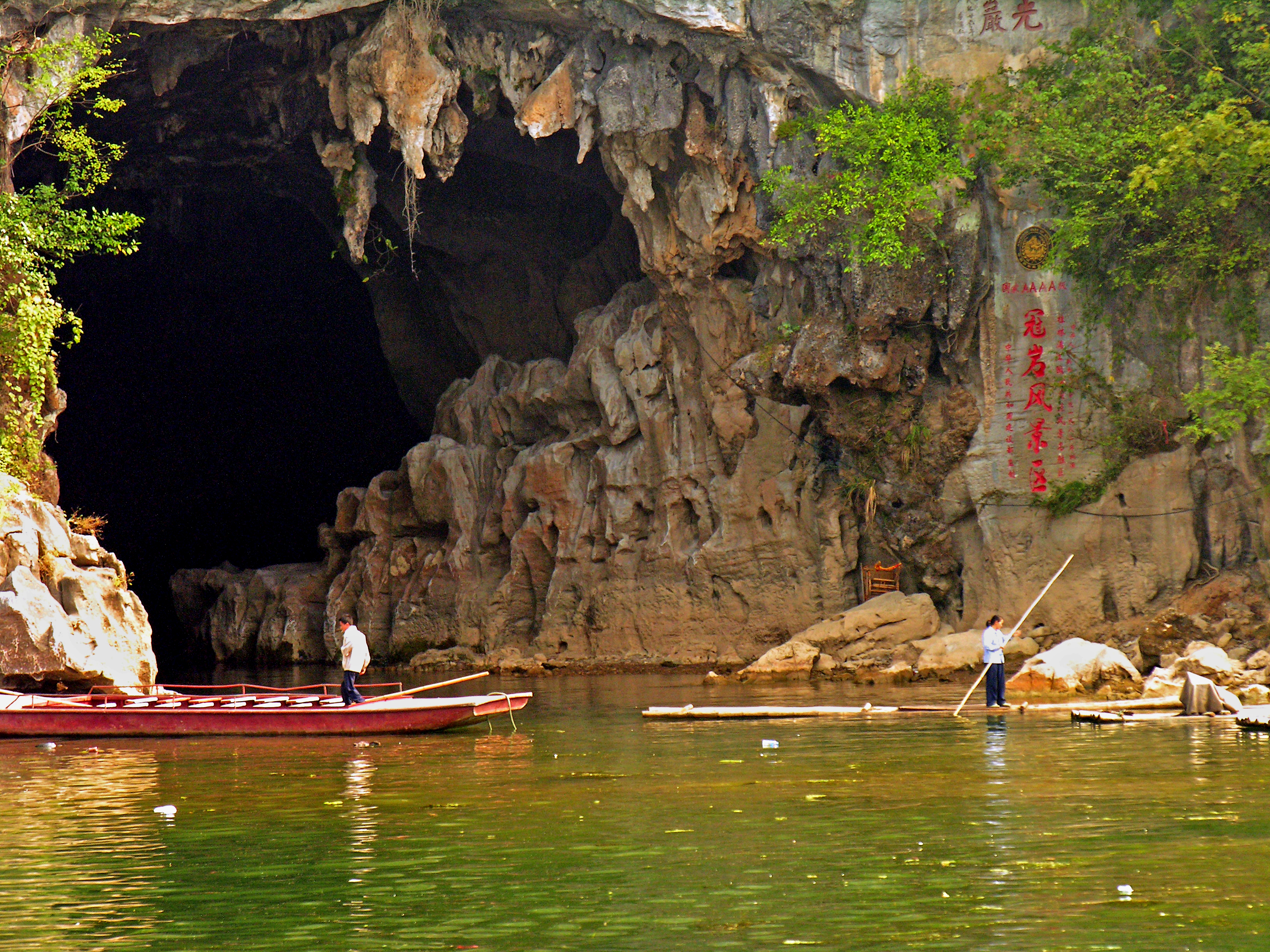

옌산구(한국어: 안산구, 중국어: 雁山区, 병음: Yànshān Qū)는 중국 광시 좡족 자치구 구이린 시의 현급 행정구역이다. 넓이는 288km2이고, 인구는 2007년 기준으로 70,000명이다.

## 행정 구역
1개 가도, 2개 진, 1개 향, 1개 민족향을 관할한다.
- 가도: 雁山街道.
- 진: 雁山镇, 柘木镇.
- 향: 大埠乡.
- 민족향: 草坪回族乡.